# Rena Tomaszewska
Rena Tomaszewska, właśc. Maria Regina, także Rywa, de domo Borenstein (ur. 15 sierpnia 1912 w Warszawie, zm. 15 marca 2003 w Skolimowie) – polska aktorka i reżyserka teatralna, wykładowczyni PWST w Warszawie.

## Życiorys
Córka Zygmunta Borensteina. Absolwentka studiów na wydziale sztuki aktorskiej Państwowego Instytutu Sztuki Teatralnej (1933). Na sezon 1933/1934 dołączyła do zespołu Teatru Narodowego w Toruniu. Po powrocie do Warszawy współpracowała z Instytutem Reduty, a następnie dołączyła do zespołu Towarzystwa Krzewienia Kultury Teatralnej, grając na scenie Teatru Comoedia i w Stołecznym Teatrze Powszechnym. Podczas ostatniego sezonu przedwojennego grała w Teatrze Wołyńskim im. Juliusza Słowackiego.
W czasie II wojny światowej pracowała w fabryce kostek bulionowych.
Na pierwszy sezon powojenny zaangażowana została do Miejskich Teatrów Dramatycznych w Warszawie, po czym do 1950 roku należała do zespołu Teatru Powszechnego. W latach 1949–1959 występowała w słuchowiskach Teatru Polskiego Radia. Od 1950 roku zaczęła pracować jako reżyserka, z początku w Teatrze Nowej Warszawy, a następnie również w Polskim Radio, gdzie także kierowała działem poezji. Od 1956 roku skupiła się na pracy pedagogicznej w PWST w Warszawie, ucząc m.in. gry aktorskiej czy mówienia wierszem. W latach 1961–1966 piastowała stanowisko dziekan wydziału aktorskiego. Dodatkowo zajmowała się poradnią dla kandydatów na studia, w ramach której m.in. zachęciła Jolantę Wołłejko do ubiegania się o miejsce na uczelni, a także przewodniczyła komisji stypendialnej. Wspierała m.in. Jana Englerta w jego pierwszych krokach po studiach, według wspomnień Michała Bajora była legendarną postacią PWST.
W 1996 roku zamieszkała w Domu Artystów Weteranów Scen Polskich w Skolimowie, gdzie zmarła 15 marca 2003.

## Ordery i odznaczenia
- Złoty Krzyż Zasługi (11 lipca 1955)[1]
- Medal 10-lecia Polski Ludowej (22 lipca 1955)[6]